# リーランド・カーケモ
リーランド・エドウィン・カーケモ（Leland Erwin Kirkemo、1920年5月28日 - 2010年9月23日）は、アメリカ海軍の軍人である。最終階級は大佐(Captain)である。1970年、当時艦長を務めていた強襲揚陸艦「イオー・ジマ」(LPH-2)が、アポロ13号の宇宙船と搭乗員を回収した。

## 若年期
1920年5月28日にミネソタ州カス郡ワヘナで生まれ、イタスカ郡で育った。父トルレイフ・カーケモ(Thorleif Kirkemo)は、1903年にノルウェーから家族とともに渡米した移民だった。父は郵便配達員、母は1教室しかない地元の学校の教師だった。
1936年にディアリバー高校を卒業したが、世界恐慌で職がなく、連邦政府の失業対策プログラムである市民保全部隊に入隊した。

## 軍役
アメリカが第二次世界大戦に参戦してすぐの1942年2月、カーケモはアメリカ海軍に入隊した。当初は無線通信士としての訓練を受けていたが、飛行士に選抜され、ジャクソンビルで訓練を受けた。1944年に少尉に昇進し、海軍飛行士になった。カーケモはVPB-197、VPB-102、VPHL-106に所属した。
休暇中にミネソタ州に帰った際、後に妻となる、陸軍看護隊に所属するルイーズ・フェイ・リアマン(Louise Faye Liermann)と出会った。ルイーズはその後、ダグラス・マッカーサー大将のスタッフとしてフィリピンや日本で勤務した。第二次世界大戦が終わっても、カーケモは海軍に留まり、1946年8月25日にウィスコンシン州ダン郡でルイーズと結婚した。2人の間には、娘1人と息子2人がいた 。

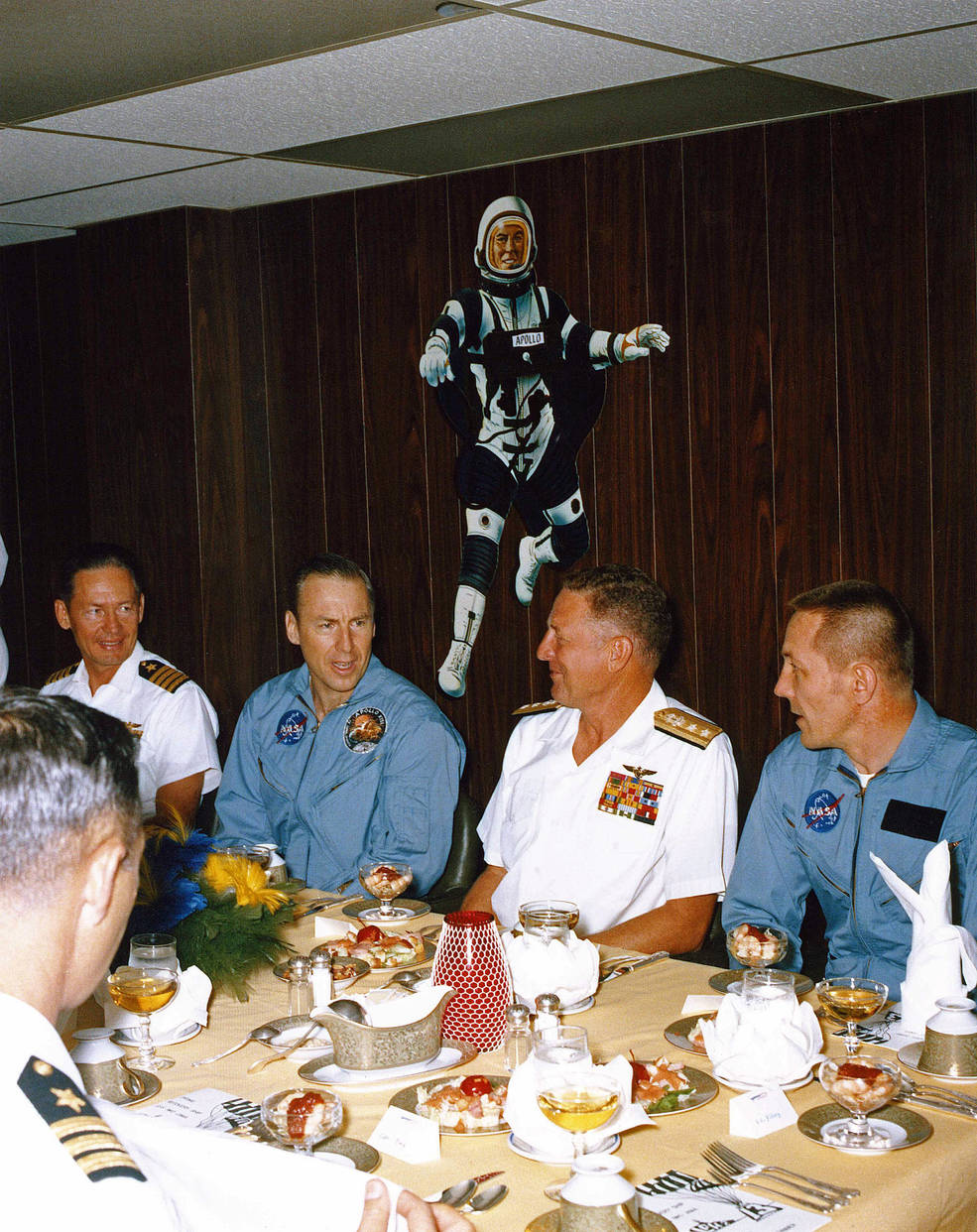
アポロ13号搭乗員回収後の「イオー・ジマ」艦上にて。左からカーケモ、ジム・ラヴェル宇宙飛行士、ドナルド・C・デイヴィス少将、ジャック・スワイガート宇宙飛行士。

1949年3月にミネソタ大学を卒業して准学士号を取得した。その後、カリフォルニア州モントレーの海軍大学院を卒業し、カリフォルニア州のモフェット海軍航空基地の重攻撃飛行隊に配属され、核兵器運搬訓練を行った。その後、ニューメキシコ州サンディア基地の第7重攻撃飛行隊(VAH-7)を経て、バージニア州ノーフォークの第1重攻撃飛行隊のスタッフとして勤務した。
1954年に海軍兵器試験場に配属され、アトラスミサイルの開発を行った。アラバマ州マクスウェル空軍基地の航空指揮幕僚学校を卒業した後、重攻撃航空団の訓練士官、第2重攻撃飛行隊(RVAH-2)の作戦士官を務めた。カーケモはRVAH-2を率いて空母「コーラル・シー」で西太平洋に2回派遣され、A-3スカイウォリアーを操縦した。RVAH-2は、優秀な部隊に与えられる"E"賞と作戦部(CNO)安全賞を受賞した。
その後、太平洋軍(CinCPAC)の司令官に就任し、ネブラスカ州オマハのオフト空軍基地の統合戦略計画の立案にCinCPAC代表として参加した。この間に、ネブラスカ大学オマハ校を卒業して学士を取得した。1964年1月にVAH-123司令として太平洋艦隊に復帰し、その後、空母「コンステレーション」の作戦士官となった。1966年3月、ワシントンD.C.の海軍作戦部の戦略計画部に配属された。
1968年9月から1969年11月まで、弾薬船「ハレアカラ」の艦長を務めた。「ハレアカラ」はベトナム戦争において戦艦「ニュージャージー」などへの補給を行った。その後、強襲揚陸艦「イオー・ジマ」の艦長に就任した。「イオー・ジマ」は、地球に帰還したアポロ13号の宇宙船と搭乗員の回収を行った。映画『アポロ13』では、実際のアポロ13号の船長だったジム・ラヴェルがカーケモの役を演じ、トム・ハンクスが演じるジム・ラヴェルと握手をした。
ホイッドビー・アイランド海軍航空基地の参謀長を最後に、1975年7月に海軍を退役した。

## 晩年
カーケモは、退役時に住んでいたワシントン州オークハーバーを気に入り、退役後もその地に住み続けた。地元のロータリークラブに所属し、1983年から1984年までは会長を務めた。また、アメリカネイビーリーグやオークハーバー・ヨットクラブに参加していた。
パーキンソン病を患い、長い闘病の後に2010年9月23日に死去した。遺体は、ワシントン州キング郡のタホマ国立墓地に埋葬された。